# Eugen Frank (Maler)

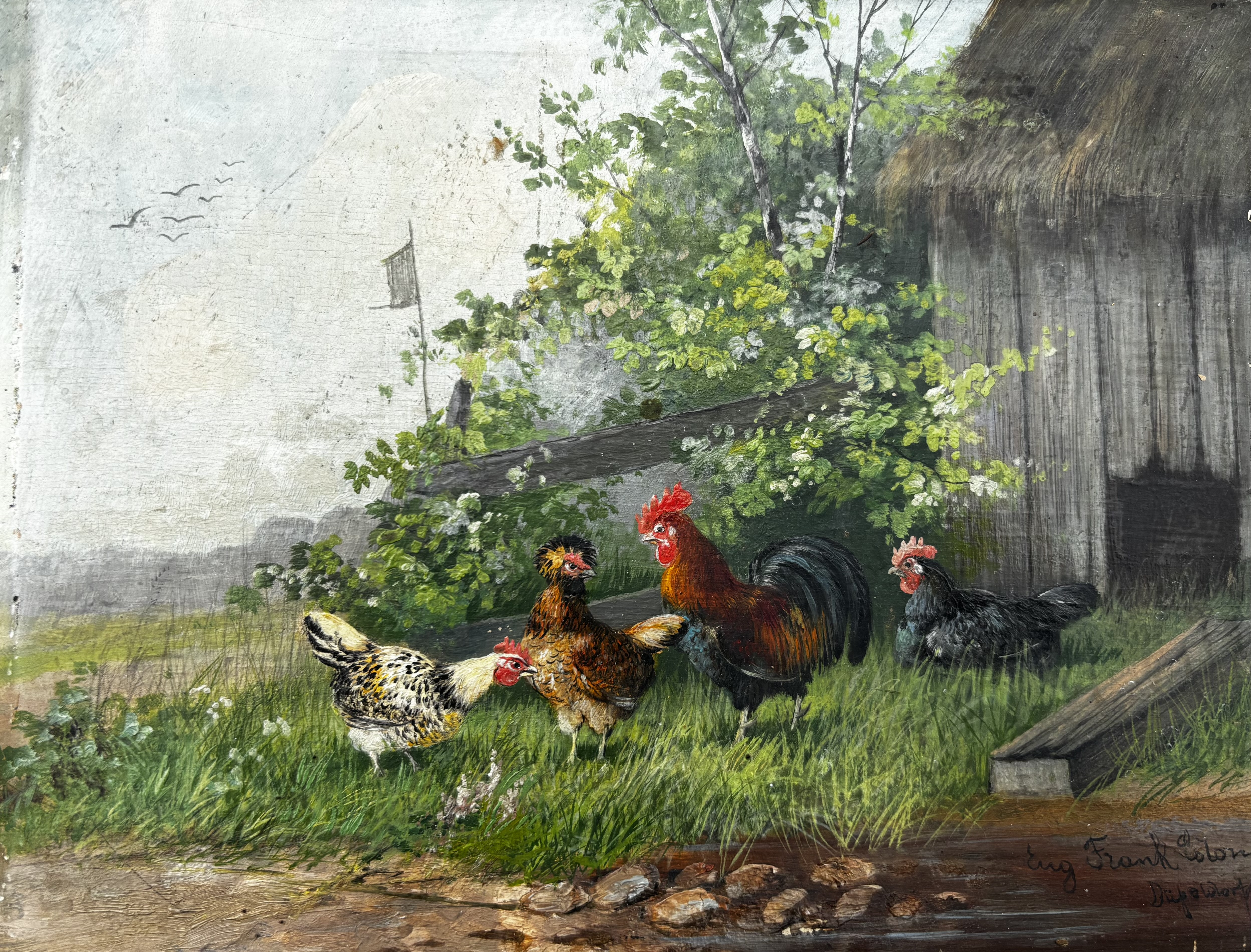
Typisches Tiermotiv

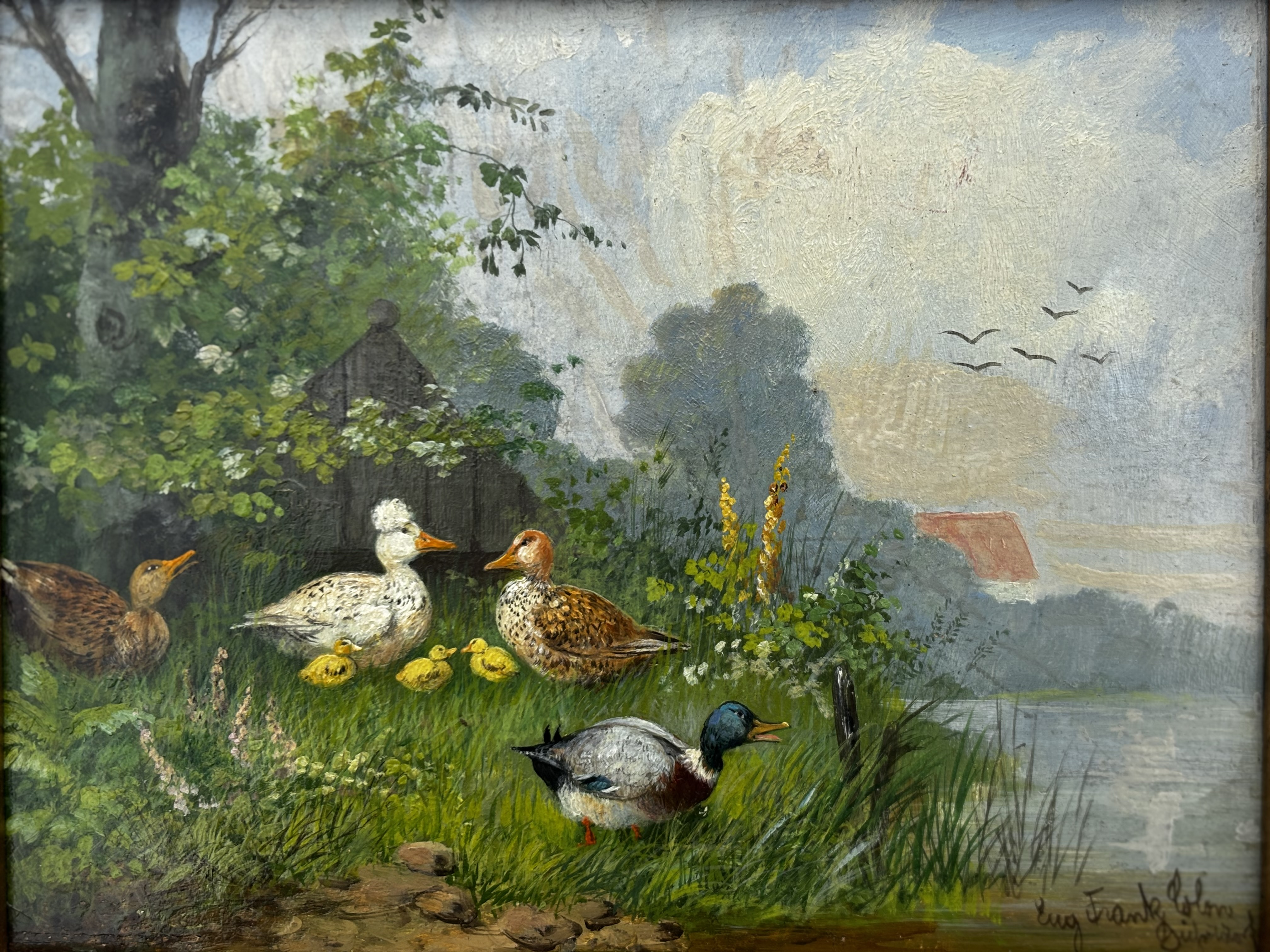
Ein typisches Tiermotiv des Künstlers

Eugen Frank, auch Eugen Frank-Colon (* im 19. Jahrhundert; † wohl nach 1944), war ein deutscher Tier- und Landschaftsmaler der Düsseldorfer Schule.

## Leben
Eugen Frank lebte und arbeitete als Tier- und Landschaftsmaler in München und in Düsseldorf. Er wird mit dem in Dresslers Kunsthandbuch verzeichneten, später in Düsseldorf-Wersten ansässigen Tiermaler Eugen Frank identifiziert, der durch Datierung bis 1944 nachweisbar ist.
Frank schuf Tierstücke und Landschaften im Stil der Düsseldorfer Schule, die sich an die Malerei von Vorbildern wie dem Geflügelmaler Carl Jutz, dem Jagdmaler Johannes Deiker und dem Landschaftsmaler Hugo Mühlig anlehnen.